# Ottmar Walter
Ottmar Kurt Herrmann Walter (Kaiserslautern, 6 maart 1924 – aldaar, 16 juni 2013) was een Duits voetballer.
Hij speelde samen met zijn broer Fritz Walter bij 1. FC Kaiserslautern. Zij maakten ook beiden deel uit van het West-Duitse nationale team dat in 1954 wereldkampioen werd onder leiding van bondscoach Sepp Herberger. Tijdens dat toernooi scoorde Walter vier keer. Hij verzamelde in totaal 20 caps voor West-Duitsland en kwam hierbij 10 keer tot scoren. Voor zijn ploeg 1. FC Kaiserslautern speelde hij 321 wedstrijden, waarin hij een recordaantal van 336 doelpunten maakte. Walter maakte op 18-jarige leeftijd zijn debuut voor het eerste elftal tijdens de wedstrijd tegen SV Waldhof Mannheim, die met 7-1 verloren werd.
Tijdens de Tweede Wereldoorlog werd Walter opgeroepen voor de Kriegsmarine en liep hij zware verwondingen op aan zijn rechterknie. Na verschillende operaties werd hij in 1958 gedwongen om zijn actieve voetbalcarrière stop te zetten.
1 Turek ·
2 Laband ·
3 Kohlmeyer ·
4 Bauer ·
5 Erhardt ·
6 Eckel ·
7 Posipal ·
8 Mai ·
9 Mebus ·
10 Liebrich ·
11 Metzner ·
12 Rahn ·
13 Morlock ·
14 Klodt ·
15 O. Walter ·
16 F. Walter  ·
17 Herrmann ·
18 Biesinger ·
19 Pfaff ·
20 Schäfer ·
21 Kubsch ·
22 Kwiatkowski ·
Coach: Herberger